# Cuevas de Kizil
Cuevas de Kizil (en chino tradicional, 克孜爾千佛洞; en chino simplificado, 克孜尔千佛洞; en uigur: قىزىل مىڭ ئۆي; también romanizada como las Cuevas de Qizil o con la variante ortográfica Qyzyl) son un conjunto de cuevas budistas excavadas en la roca, situadas cerca de la localidad de Kizil (克孜尔乡, Kèzī'ěr Xiāng) en el condado de Baicheng, en Xinjiang, al oeste de China. El sitio está ubicado en la ribera norte del río Muzat 65 kilómetros (75 km por carretera) al oeste de Kucha. Esta área era un centro comercial de la Ruta de la Seda. Las cuevas se dice que fueron el primer gran complejo de cuevas budistas en China, con un desarrollo que se produjo entre los siglos 3 y 8.